# Джексон, Ширли Энн
Ши́рли Энн Дже́ксон (англ. Shirley Ann Jackson; род. 5 августа 1946) — американский физик и ректор Политехнического института Ренсcеллера, первая афроамериканская женщина, которая получила докторскую степень в Массачусетском технологическом институте. Она также является второй афро-американской женщиной в Соединённых Штатах, которая получила докторскую степень по физике, и первой, которая получила Национальную медаль науки (2014).

## Обучение
Ширли Энн Джексон родилась 5-го августа 1946 года в Вашингтоне. Её мать, Беатрис, была социальным работником, а её отец, Георг, занимал управляющую должность в почтовой службе США. Родители Джексон всецело поддерживали её увлечение естественными науками и способствовали её развитию в этом направлении. В школе она посещала профильные занятия по математике, физике, биологии и химии. В 1984 году окончила школу Рузвельта в Вашингтоне как лучшая ученица года.
После окончания школы Джексон начала обучение в Массачусетском технологическом институте (MIT). По состоянию на 1964 год среди 900 студентов первокурсников было 43 женщины, а среди всех 8000 студентов всего 43 афроамериканца. Сначала Джексон чувствовала себя изолированной, но через некоторое время она смогла завести друзей. В ответ на заявление профессора, что «цветные девушки» должны изучать ремесло, она выбрала физику как основной предмет. Джексон получила стипендию от Martin Marietta и благотворительной организации «Prince Hall Masons», также она неполный рабочий день работала в лаборатории питания MIT. Джексон окончила учёбу в 1968 году со степенью бакалавра по физике. Свою диссертацию она посвятила полупроводникам.
После этого Джексон продолжила работу в MIT, а именно занималась исследованием элементарных частиц. В 1973 году получила докторскую степень. Она является первой афроамериканской женщиной, получившей докторскую степень в MIT и второй в США.

## Карьера
В рамках своей аспирантуры Джексон работала в известных физических лабораториях США и Европы. В 1973 году она исследовала адроны в Национальной ускорительной лаборатории им. Энрико Ферми, а в 1974 в Европейской организации ядерных исследований в Женеве. В 1976 году училась в национальной ускорительной лаборатории SLAC в Калифорнии, а в 1977 году посетила Аспенский центр физики в штате Колорадо.
С 1976 по 1991 работала в лаборатория Белла в Нью-Джерси. Там она в первую очередь изучала физику твёрдого тела, но, кроме этого работала и в области теоретической, оптической и квантовой физики. Джексон опубликовала свыше 100 работ на эти и другие темы.
Между 1991 и 1995 преподавала физику в Рутгерском университете. В 1995 году была назначена президентом Биллом Клинтоном председателем Комиссии по регулированию ядерных вопросов, а второго мая 1995 года приведена к присяге. Она стала первой женщиной-афроамериканкой, которая заняла эту должность.

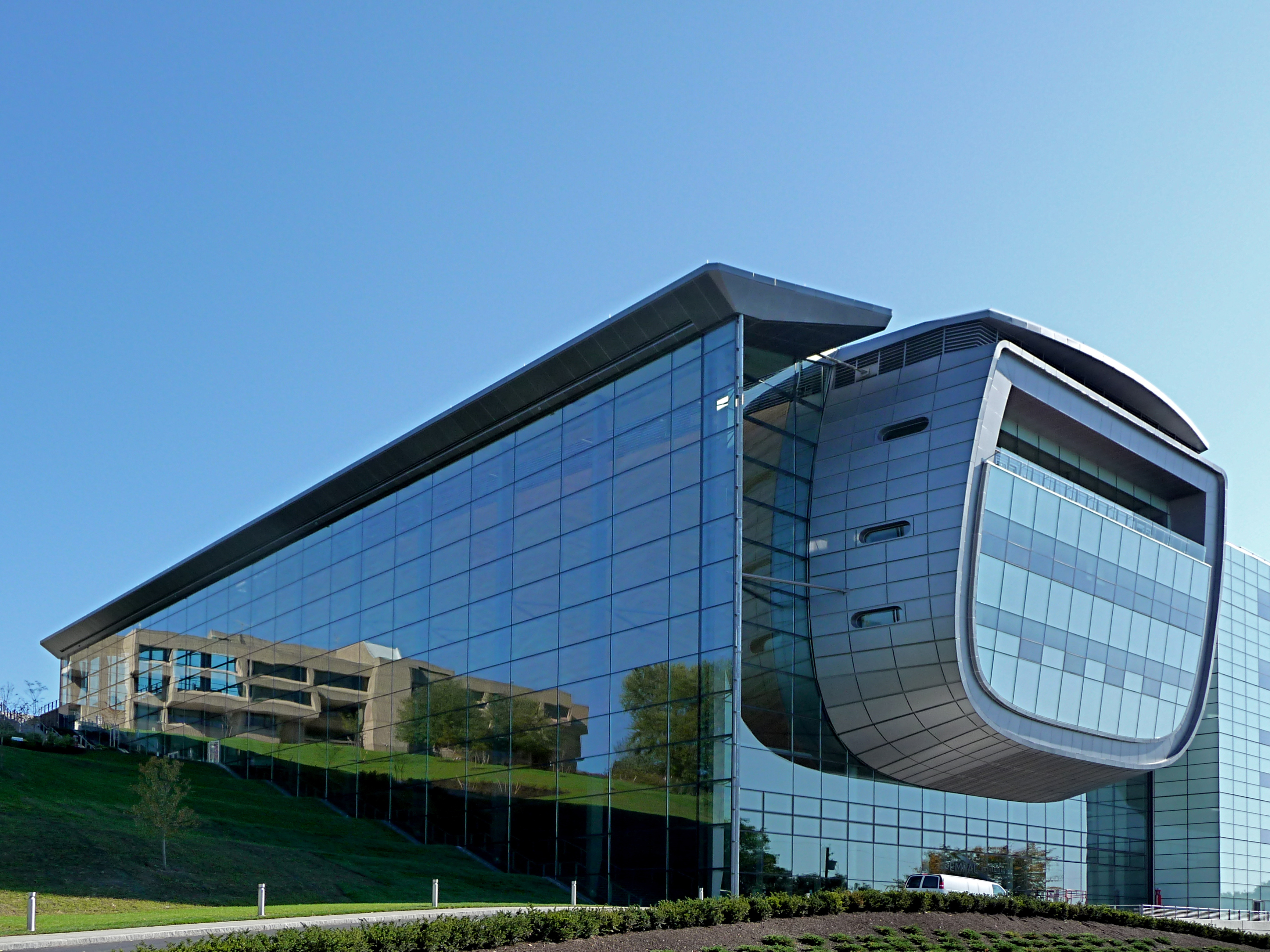
«Experimental Media and Performing Arts Cente.»

В 1999 году она стала первой женщиной и первой афроамериканкой, которая стала ректором политехнического института Ренселлера (RPI), старейшего технического университета в США. Институт находился в тяжёлом финансовом положении и в течение многих лет наблюдалось снижение количества студентов. Джексон представила детальный план, который предусматривал, что RPI должен сосредотачиваться больше на био- и информационных технологиях и нанять известных в этих сферах преподавателей. В течение первых 8 лет ректората Джексон, финансирование исследований выросло на 37 миллионов долларов до 80 миллионов долларов, а активы фонда составили 805 миллионов долларов в 2007 году. В 2001 году ей сделали анонимное пожертвование размером в 360 миллионов USD. Это стало крупнейшим пожертвованием американскому университету. Было нанято 180 новых учителей, 80 из них получили новые должности, созданные специально для них. Под руководством Джексон количество заявок на обучение увеличилась в три раза, а количество докторских дипломов с 1999 года увеличилась с 91 до 163. RPI превратился в ведущий технический университет под её руководством. В 2010 году институт объявил, что Совет университетов решил продлить контракт с Джексон на десять лет до 2020 года. Джексон является одной из десяти самых высокооплачиваемых ректоров мира, с годовым доходом в 1,75 миллионов долларов (по состоянию на 2011 год).
В придачу к работе в институте Джексон выполняет другие задачи. В 2009 году она была назначена президентом Совета науки и технологий президентом Бараком Обамой и сопредседателем Совета по вопросам инноваций и технологий. С 2014 года Джексон является членом консультативного совета президента. Она также является членом Американского физического общества, членом Американской академии искусств и наук и Британской Королевской академии инженерии. Она также является членом Национальной академии инженерии и Американского философского общества. Она является сотрудником нескольких компаний, включая IBM, Medtronic и Marathon Oil, также она была президентом Американской ассоциации по продвижению науки.

## Признание
В течение своей карьеры Джексон получила несколько наград и премий в знак признания её вкладов в исследования и образование. 53 высших учебных заведений присвоили ей почётные докторские степени, в том числе: Гарвардский университет, Дублинский университет, Федеральная политехническая школа Лозанны и KAIST. В 1998 году она была в национальном зале славы женщин.
Журнал «Discover» в 2002 году отнёс Джексон в 50 самых важных женщин в науке , а в 2005 году журнал «Time» назвал её примером для женщин в науке.
В 2006 году Джексон была удостоена премии Американского общества инженеров-механиков. Через год она была удостоена премии Ванневара Буша Национального научного совета за «Значительный вклад в науку и технику». В 2011 году Американская ассоциация по продвижению науки отметила научные достижения Джексон и, в частности, их важность в включению этнических меньшинств и женщин в техническую карьеру. В начале 2016 г. она была награждена Национальной медалью науки.

- W.E.B. Du Bois Medal (2018)[26]
- Joseph A. Burton Forum Award Американского физического общества (2019)

## Личная жизнь
Во время обучения в Университете Рутгерса Джексон встретила физика Морриса Вашингтона и позже они поженились. У пары есть сын Алан.